# Zamek w Kurzętniku
Zamek w Kurzętniku – ruiny średniowiecznego zamku biskupa chełmińskiego w Kurzętniku w powiecie nowomiejskim w województwie warmińsko-mazurskim.

## Historia
Na przełomie XIII i XIV wieku kapituła chełmińska wzniosła zamek na górze zwanej Kurnik, położonej nad Drwęcą (wysokość 142 m n.p.m. i wybitność 63 m w stosunku do doliny Drwęcy). Dokładna data powstania warowni nie jest znana; przypuszcza się, że budowę rozpoczęto po 1331 roku. Na pewno ukończona została przed 1361 rokiem, wtedy bowiem wzmiankowani są urzędnicy zakonni rezydujący na zamku.

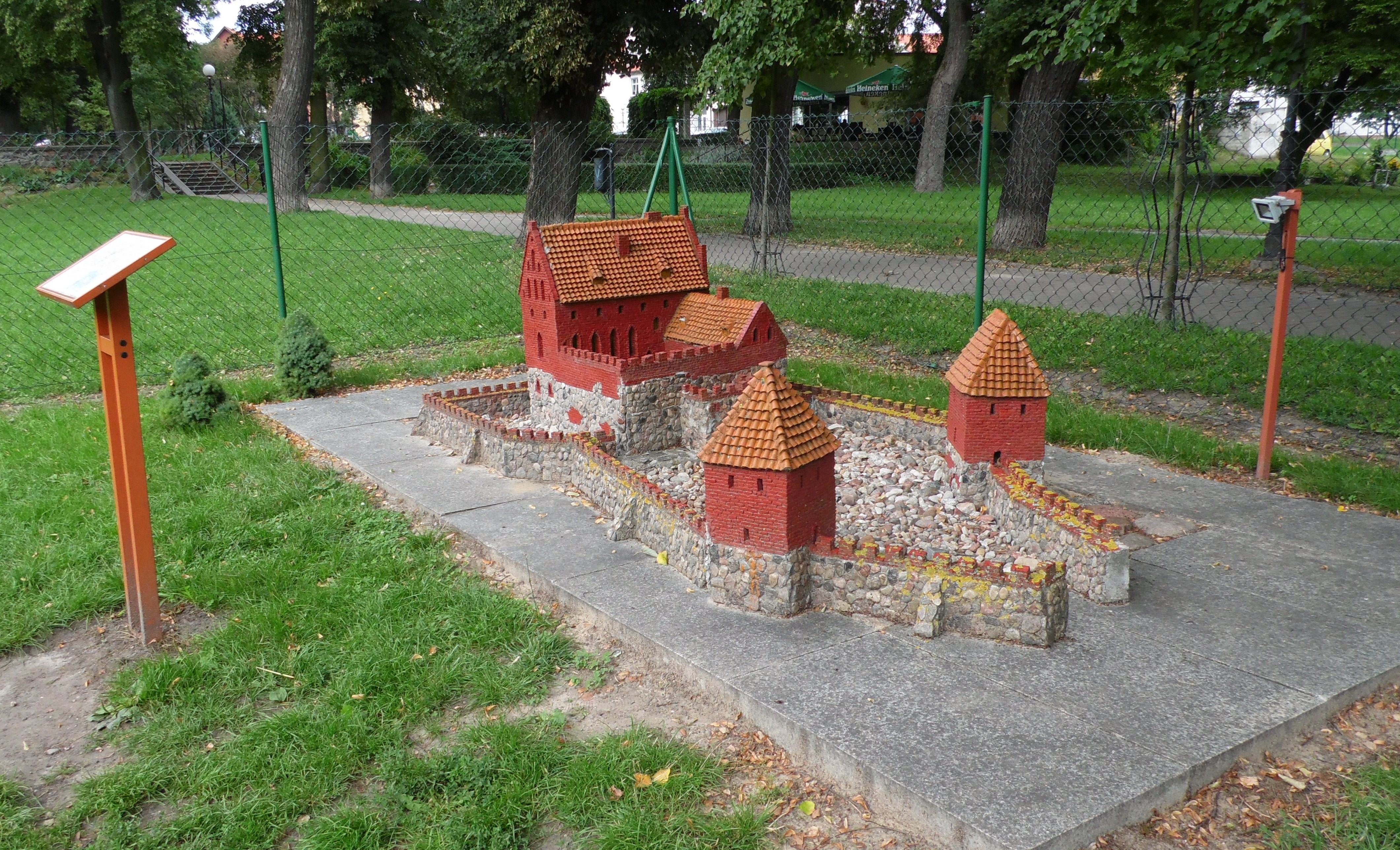
Makieta zamku w Kurzętniku znajdująca się w Parku miniatur zamków krzyżackich Ziemi Chełmińskiej w Chełmnie

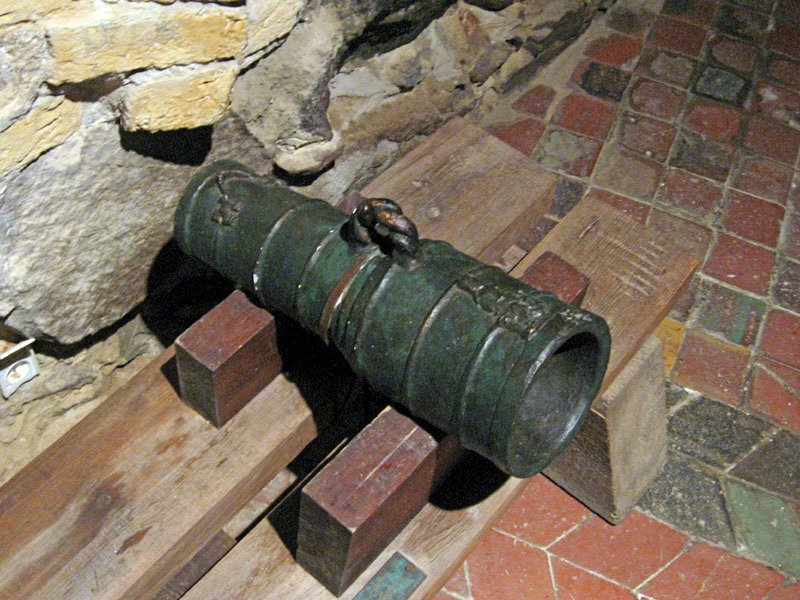
Oryginalna spiżowa bombarda krzyżacka na kule kamienne, pochodząca z początku XV wieku z wizerunkiem tronującej Madonny z Dzieciątkiem. Została odkryta w piwnicach zamku w Kurzętniku w 1941 roku przez Niemców (często pojawia się nieprawdziwa informacja jakoby bombarda została odkryta podczas prac archeologicznych w 1914 roku). Obecnie do zobaczenia na zamku w Kwidzynie

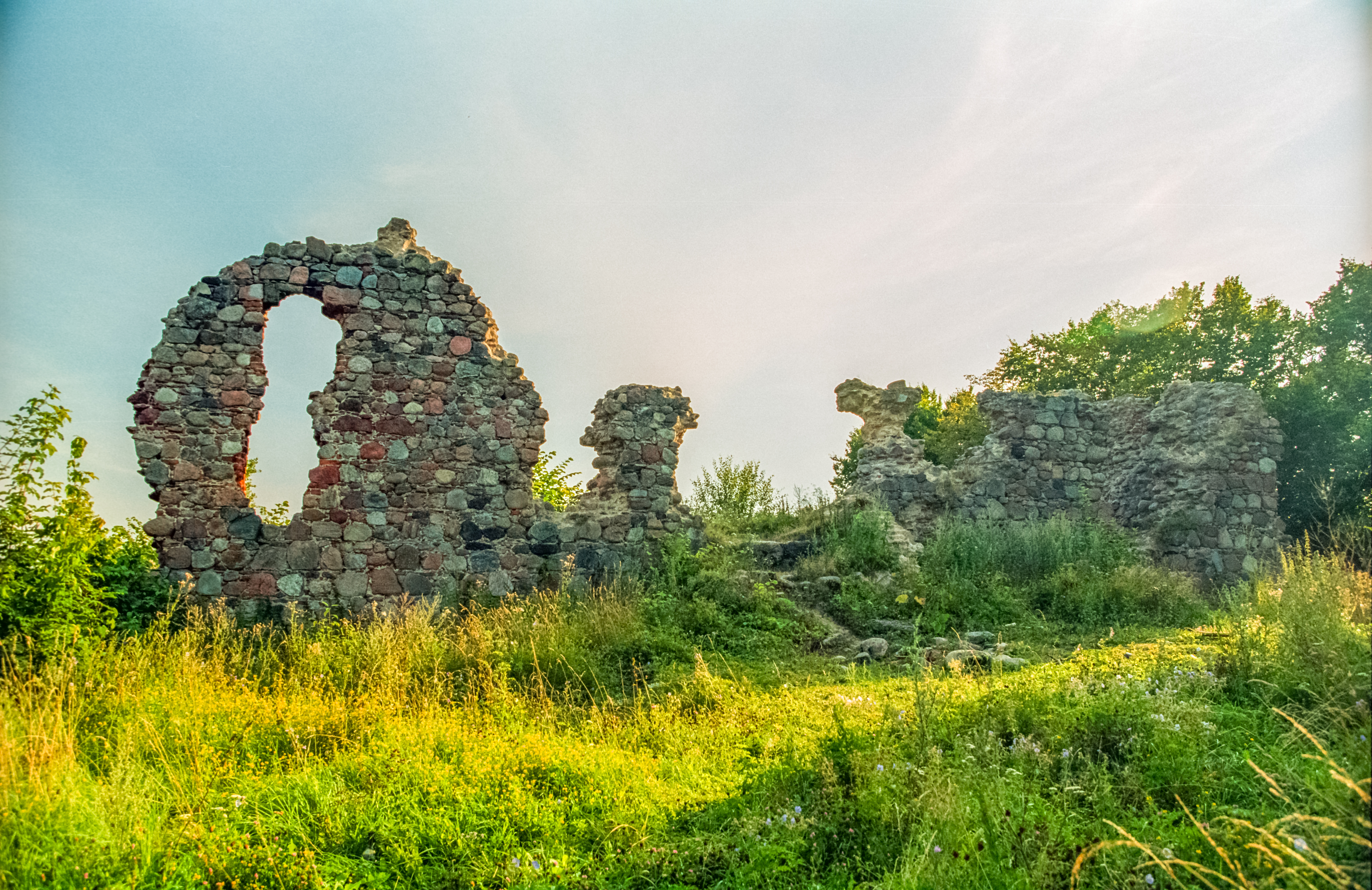

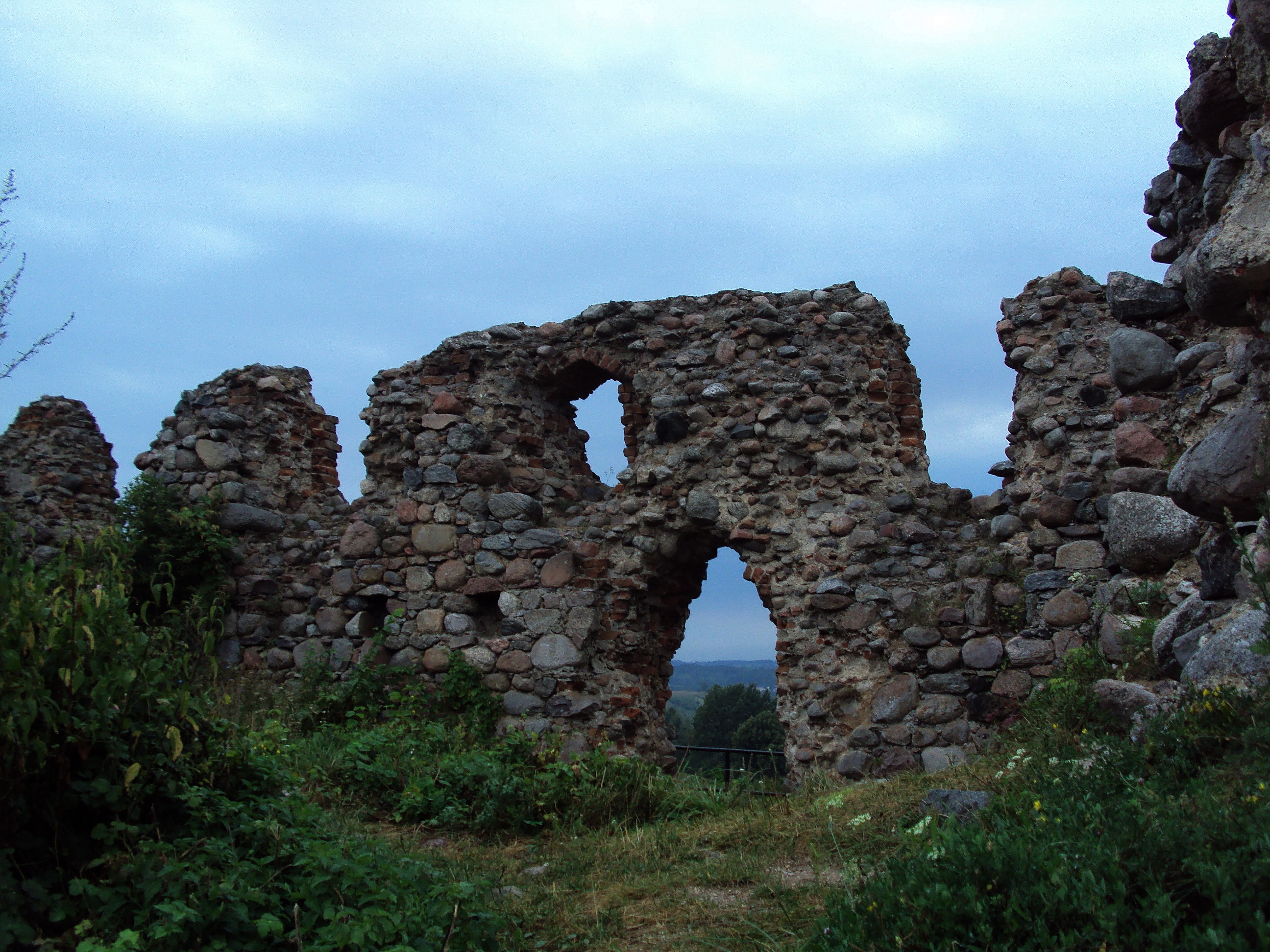

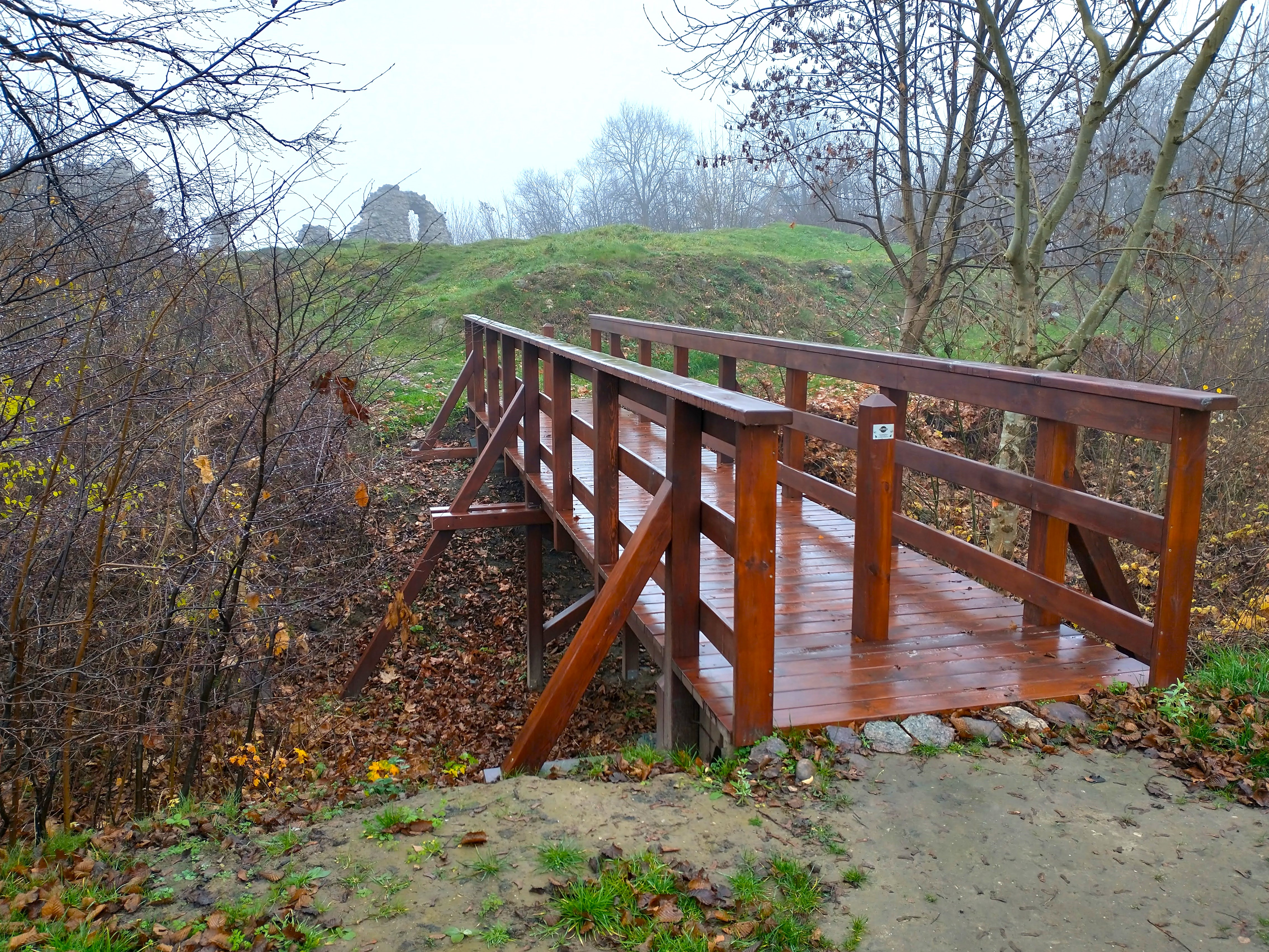
Kładka prowadząca na zamek

Zachowane mury kamienne i częściowo ceglane w układzie gotyckim pozwalają zrekonstruować pierwotny kształt założenia obronnego. Zamek zbudowano na planie nieregularnym, co wynikało z nierówności terenu. Długość warowni wynosiła 110 metrów, szerokość 42 metry. Wejście do zamku prowadziło od strony południowej (z kierunku Brodnicy) przez most zwodzony. Około 1340 roku powstał główny budynek mieszkalny o wymiarach 25 na 28 metrów. Pierwotnie był kilkupiętrowy; zachowały się dwie elewacje o wysokości 6–8 m.
Budowlę otaczały mury z granitu, w partiach szczytowych uzupełnione cegłą, wzmocnione dwiema wieżami wyrastającymi z dłuższych ciągów muru obwodowego. Dziedziniec zamkowy od strony północnej zamykała kaplica pw. św. Krzyża (możliwe też, że kaplica ta zamykała przedzamcze od wschodu). Na widocznej z zamku szerokiej równinie Drwęcy i zachodnich wzgórzach pomiędzy Kurzętnikiem a Nowym Miastem zbierały się w lipcu 1410 roku wojska krzyżackie przed późniejszą bitwą pod Grunwaldem. To właśnie spod Kurzętnika musiały zawrócić wojska Władysława Jagiełły, by uniknąć bitwy w trakcie przeprawy przez rzekę. Wskutek rezygnacji Jagiełły z przeprawy brodami kurzętnickimi zamek pozostał nietknięty. Po bitwie grunwaldzkiej zamek został zajęty przez Jana Kretkowskiego, starostę radomskiego, ale po pokoju toruńskim w 1411 roku zwrócono go Krzyżakom. Został mocno zniszczony podczas wojny głodowej w 1414. Podczas wojny trzynastoletniej pod koniec października 1454 roku walczący po stronie Krzyżaków rycerze zaciężni pod dowództwem Ulryka von Kinsberg zdobyli i spalili zamek. W trakcie oblężenia zginęło 16 Polaków, a 24 dostało się do niewoli. W 1466 roku w efekcie podpisania Drugiego pokoju toruńskiego Kurzętnik został włączony do Polski. Zamek został uszkodzony przez Szwedów w 1659 roku.
W XIX wieku ocalałe dotąd ruiny zamku zniszczono, rozbierając pozostałe mury na materiał budowlany. Obecnie zachowały się częściowo mury zewnętrzne oraz fundamenty, które wskazują, że zamek miał kształt czworoboku z trapezowym dziedzińcem. Grubość murów wynosi około 1,5 metra. Z ruin zamku roztacza się piękny widok na położoną w dole u stóp góry osadę Kurzętnik, na rozległą równinę, przez którą przepływa Drwęca, oraz na oddalone Nowe Miasto Lubawskie.
W latach 1989–1990 wykonano prace sondażowe, a w 1999 roku J. Michalski prowadził nadzór archeologiczny przy budowie wieży telekomunikacyjnej

## Legendy
Jedna z legend głosi, że przed wiekami w zamkach w Bratianie i w pobliskim Kurzętniku mieszkali dwaj bracia. Ich zgodne sąsiedztwo nie trwało długo. W gniewie przyrzekli sobie, że już nigdy nie spotkają się na ziemi. Udanej próby mediacji pomiędzy zwaśnionymi braćmi podjął się trzeci brat. Przysięga jednak obowiązywała. By wybrnąć z kłopotliwej sytuacji, bracia zaczęli drążyć podziemny ganek, który po kilku latach pracy połączył dwa zamki. Tutaj, pod ziemią, spotykali się często, żałując pochopnie złożonej przysięgi. Pomimo poszukiwań nikomu nie udało się dotychczas odszukać podziemnego ganku łączącego dwa bliźniacze zamki.